# Mercedes-Benz X247

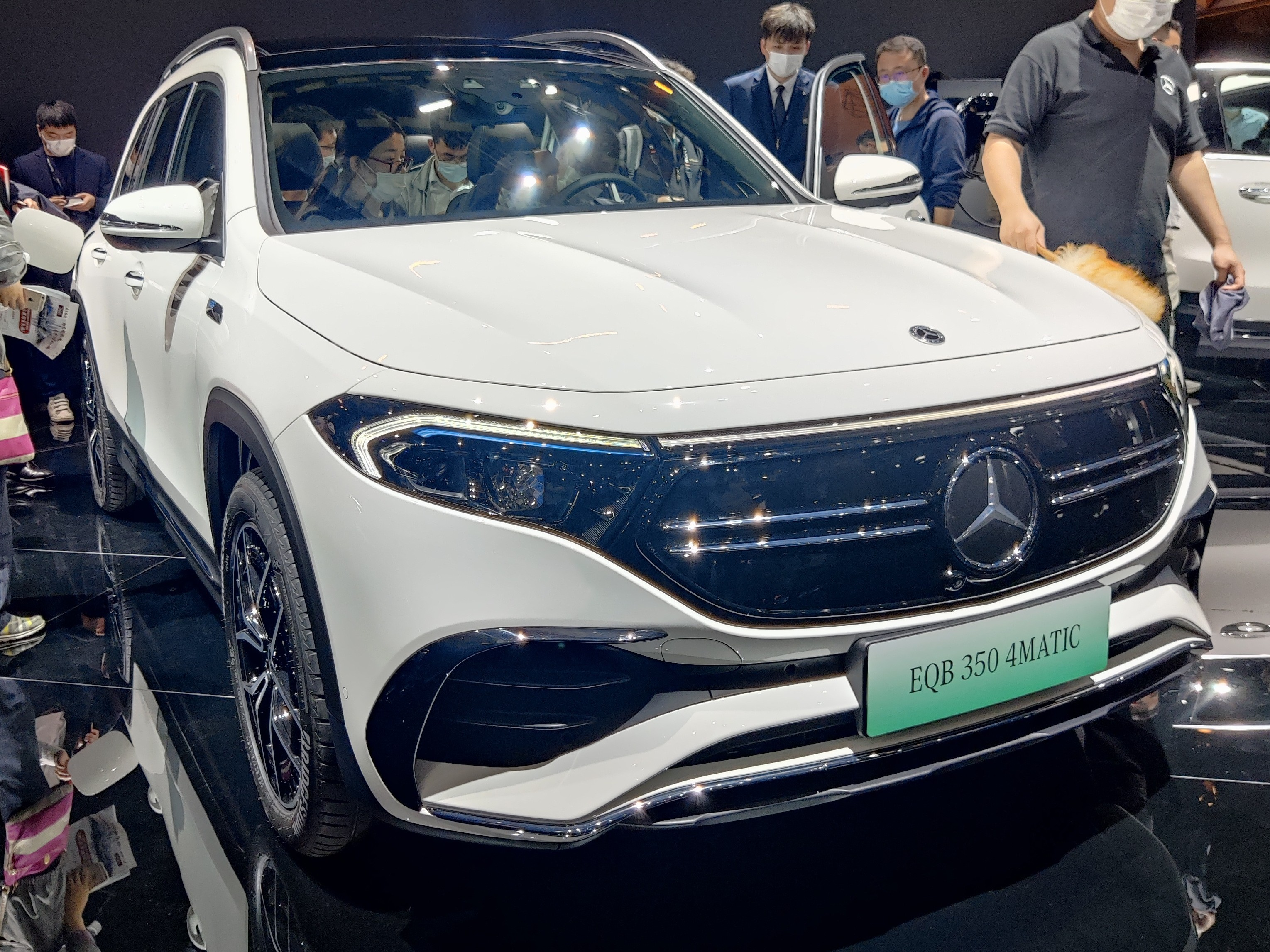
Mercedes-Benz EQB 350

Mercedes-Benz X247 (eller Mercedes-Benz GLB-klass) är en SUV som den tyska biltillverkaren Mercedes-Benz introducerade i juni 2019.
I april 2021 presenterades en helelektrisk variant under benämningen Mercedes-Benz EQB.
Versioner:
| Modell    | Årsmodell | Motor                      | Cylindervolym | Effekt | Bränsle                  |
| --------- | --------- | -------------------------- | ------------- | ------ | ------------------------ |
| GLB180 d  | 2020-     | OM654: 4-cyl radmotor DOHC | 1950 cm³      | 116 hk | Common rail turbodiesel  |
| GLB200 d  | 2020-     | OM654: 4-cyl radmotor DOHC | 1950 cm³      | 150 hk | Common rail turbodiesel  |
| GLB220 d  | 2020-     | OM654: 4-cyl radmotor DOHC | 1950 cm³      | 190 hk | Common rail turbodiesel  |
| GLB180    | 2020-     | M282: 4-cyl radmotor DOHC  | 1332 cm³      | 136 hk | Direktinsprutning, turbo |
| GLB200    | 2020-     | M282: 4-cyl radmotor DOHC  | 1332 cm³      | 163 hk | Direktinsprutning, turbo |
| GLB250    | 2020-     | M260: 4-cyl radmotor DOHC  | 1991 cm³      | 224 hk | Direktinsprutning, turbo |
| AMG GLB35 | 2020-     | M260: 4-cyl radmotor DOHC  | 1991 cm³      | 306 hk | Direktinsprutning, turbo |
| GLB220    | 2023-     | M260: 4-cyl radmotor DOHC  | 1991 cm³      | 190 hk | Direktinsprutning, turbo |
| EQB250    | 2022-     |                            |               | 190 hk | 1 elmotor                |
| EQB300    | 2022-     |                            |               | 228 hk | 2 elmotorer              |
| EQB350    | 2022-     |                            |               | 292 hk | 2 elmotorer              |